# 神州翼龍屬
神州翼龍（學名：Shenzhoupterus）是翼龍目翼手龍亞目朝陽翼龍科的一屬，化石發現於中國遼寧省的九佛堂組，年代為白堊紀早期。
模式種是朝陽神州翼龍（S. chaoyangensis）。化石是一個天然狀態的顱骨與骨骼，翼展為1.4公尺。神州翼龍沒有牙齒，頭冠從眼睛上方延伸至頭部後方，往後方突起。鼻孔-眶前孔大，延伸至眼睛附近。在2008年，大衛·安文（David Unwin）與呂君昌等人提出一個系統發生學研究，認為神州翼龍、朝陽翼龍、始神龍翼龍、始無齒翼龍、吉大翼龍等屬形成一個演化支，名為朝陽翼龍科。